# Сорокин, Анатолий Константинович
Анатолий Константинович Сорокин (25 января 1930, Барнаул, Сибирский край — 4 октября 2005) — советский хоккеист, защитник. Мастер спорта СССР (1957). Тренер. Играл также в футбол на позициях нападающего и полузащитника.

## Биография
Родился в Барнауле в 1930 году, вскоре семья переехала в Москву.
Воспитанник «Буревестника». После окончания школы № 277 работал слесарем-лекальщиком на заводе «Калибр», в 1950−1953 годах проходил армейскую службу.
В 1952 году играл в футбол на позициях нападающего и полузащитника за «Динамо-2». Играл в классе «Б» за «Горняк» Ленинабад (1954) и «Шахтёр Мосбасс» Бобрик-Гора (1955).
За «Шахтёр» в сезонах 1953/54 — 1954/55 играл также в первенстве СССР по хоккею. Позже выступал за хоккейные команды «Крылья Советов» (1955/56 — 1957/58), «Торпедо» Горький (1957/58 — 1961/62), «Аэрофлот» Омск (1962/63 — 1965/66).
Окончил Омский ГИФК. Старший тренер команд «Мотор» Барнаул (1967/68 — 1968/69), «Строитель» Темиртау (1969/70).
Чемпион СССР (1957), серебряный призёр (1956, 1958, 1961).
Скончался в 2005 году. Похоронен на Преображенском кладбище Москвы.